# Електронска књига
Електронска књига (e-book, е-књига, екњига, дигитална књига, или чак е-издање) је публикација књиге у дигиталној, електронској форми која се састоји од текста и/или слика. Могуће ју је читати преко личних рачунара, на таблетима уз помоћ „е-читач“ (e-reader) апликација, мобилним телефонима (паметни телефони) или преко других електронских уређаја. Иако се е-књига понекад дефинише као електронска верзија штампане књиге, постоје многе електронске књиге које никад нису ни постојале у штампаној форми.
Електронска књига је нови вид комуникације, нова форма саопштавања преко које се објављују научне, уметничке и друге поруке јавности. Настала је на основама рачунарске технологије и постојања Интернета и данас представља пандан класичној штампаној књизи. Настале су и многе виртуелне библиотеке, специјализовани сајтови који нуде на продају или на слободно располагање електронске књиге на свим језицима.
Електронска књига је у развоју, а на основу унапређивање рачунарске технологије, очекује се њено и даље развиће, као и још већа заступљеност на тржишту и масовније коришћење.

## Израда електронских књига
Израда електронских књига се најчешће ради уз помоћ специјализованих програма који омогућују да се садржај књиге учини примереним за коришћење. Програм за израду електронске књиге најчешће прати и тзв. читач електронских књига, помоћу кога се те књиге могу отварати и читати.

## Предности и мане електронске над штампаном књигом
Предности електронске књиге над класичном штампаном књигом су:
- битно се скраћује време од настанка дела до његовог изласка у јавност и заобилази се једна од критичнијих фаза у изради књиге - штампање књиге
- израда електронске књиге је далеко јефтинија од штампане књиге, јер не тражи залихе, трошење хартије, боје и други материјал
- доступност потенцијалним корисницима је неупоредиво већа од штампане књиге, јер је она практично доступна сваком члану Интернет заједнице, ма где се он налазио
- неупоредиво веће могућности графичког уређења

Недостаци електронске књиге су:
- штампана књига није само носилац поруке, већ и предмет који може имати сам по себи вредност
- људи су још увек навикнути на штампану књигу и радије је узимају у руке[5]
- у мање развијеним срединама према електронској књизи постоји ирационални отпор као „неприродном“ медију, што потиче од ниске информатичке културе

Могуће је да ће још дуго времена паралелно постојати штампане и електронске књиге. Претпоставља се да ће се у будућности штампана књига усмеравати у правцу занатске и уметничке израде као специфично уметничко дело, а електронска књига ће се користити у свим осталим случајевима када је битно да идеја и садржај допру до што више људи.

## Формати е-књига
Развојем електронске технике, данас се електронске књиге могу припремати у различитим форматима. Неки су произведени и подржани од стране великих компанија (нпр. Адоби са .pdf форматом), а неки од стране независних програмера. Различити читачи подржавају различите формате и већина њих углавном подржава само један формат што води ка даљем гранању тржишта е-књига, јер тржиште независних издавача и специјализованих аутора није постигло консензус у вези стандардизације паковања (формата) и продаје е-књига. Данас најчешће коришћени су: PDF, DOC, TXT, Mobi, ePub.
Касних деведесетих година формиран је конзорцијум чији је циљ био да развије Open eBook- формат који би ауторима и издавачима омогућио да документ пишу у јединственом формату који би био „читљив“ на великом броју софтвера за читање и хардверских платформи. Open eBook је дефинисао многе под-сетове ХНТМL-а и CSS-a; и XМL шема за „манифест“, да направи листу компоненти дате е-књиге, садржај, омот и слично. Гугл књиге (Google Books) су конвертовале многа јавно доступна дела у овај отворени формат.
У 2010. години е-књигама је порасла популарност на сивом тржишту. Многи електронски издавачи су почели да дистрибуирају књиге из јавног домена. Истовремено, аутори који нису успели да пронађу издавача нудили су своја дела на Интернету како би она ипак стигла до читалаца. Незванични (и најчешће неауторизовани) каталози књига су постајали доступни на Интернету, а сајтови посвећени е-књигама су почели да шире информације о е-књигама у јавности.

## Специјализовани хардвер
Постоји више генерација хардвера специјализованог за читање е-књига. Rocket eBook је пласиран 1998. заједно са још неколико уређаја, али није стекао популарност међу корисницима. Оснивање E Ink корпорације је 1997. за резултат имало производњу електронског папира, технологије која омогућава да екран уређаја рефлектује светлост као обичан папир и искључи потребу за позадинским осветљењем; електронски папир је први пут инкорпориран у уређај Sony Librie 2004. године, затим у Sony Reader 2006. и онда у Амазон Kindle који је по пуштању у продају 2007. године распродат за само 5 сати. Појава таблет рачунара крајем 2000-их и њихова све већа заступљеност на тржишту, омогућила је даљи раст популарности е-књига током друге деценије 21. века.